# Kohlenwasserstoff-Taupunkt
Als Kohlenwasserstoff-Taupunkt (KWTP) oder Kohlenwasserstoff-Taupunkttemperatur bezeichnet man die Temperatur, bei der sich an einer Oberfläche ein Gleichgewichtszustand von kondensierendem und verdunstendem Kohlenwasserstoff einstellt, in anderen Worten die Kondensatbildung gerade einsetzt. Die Kondensatbildung von Kohlenwasserstoffen ist nicht nur von Druck und Temperatur abhängig, sondern auch von der Zusammensetzung des Gases. Beispielsweise hat Methan bei gleicher Konzentration einen geringeren Taupunkt als Ethan oder Aceton. Bei Erdgas ist der Kohlenwasserstoff-Taupunkt eine ganz besondere Messgröße, da hier ein Taupunkt eines Mischgases gemessen wird.

## Kritische Kondensationstemperatur
Für die maximale Taupunkttemperatur (betrachtet bei beliebigem Druck), also die kritische Temperatur, gibt es im Englischen den Fachausdruck „Cricondentherm“. Oberhalb dieser Temperatur kann der Stoff bzw. das Gemisch unabhängig vom Druck nur gasförmig existieren. Das englische Wort wird im Fachgebrauch gelegentlich eingedeutscht und dann manchmal auch in der Schreibweise Krikondentherm verwendet.

## Besonderheiten des Erdgastaupunkts
Der Erdgastaupunkt ist auf dieselbe Weise definiert wie der Taupunkt eines Gemisches mit nur einer kondensierbaren Komponente, nämlich als die Temperatur, oberhalb derer keine Kondensation auftritt (ISO 14532).
Allerdings ist hier das Kondensat ein Gemisch aus mehreren, miteinander wechselwirkenden Komponenten. Der Taupunkt ist daher nicht einfach der maximale Taupunkt der einzeln betrachteten Dampfkomponenten.

## Messverfahren

### Sensoren
Unter Verzicht auf hohe Genauigkeit wird der Taupunkt nicht ganz nah am Gleichgewicht gemessen, sondern mit einer beträchtlichen, aber wohldefinierten Abkühlrate (Gradient). Das Messergebnis hängt bei allen Messverfahren in hohem Maße je nach System entweder am Temperaturgradienten oder am geprüften Gasvolumen. Diese Abhängigkeiten machen zwar die Ergebnisse verschiedener Messaufbauten weniger vergleichbar, sie haben aber den Vorteil, dass die Messergebnisse komplexe aussagekräftige und dennoch vergleichsweise schnell und einfach zu messende Parameter der Gasqualität sind.

#### Modifizierte Taupunktspiegel

Streulicht durch Reflexion an rauen Oberflächen ohne Niederschlag

Kohlenwasserstoff-Taupunktsensoren arbeiten ähnlich wie Taupunktspiegelhygrometer nach dem fundamentalen direkten Messprinzip und verwendet zur Messung des Taupunktes eine temperierbare Kondensationsfläche. Allerdings eignet sich ein unmodifiziertes Taupunktspiegelhygrometer nicht zum Messen von Kohlenwasserstoff-Taupunkten. Bedingt durch die Oberflächenspannung des Kondensats der Kohlenwasserstoffe verändert die Spiegeleigenschaften nur in geringem Maße. Die Kohlenwasserstoff-Niederschläge sind in ihren Eigenschaften einem Ölfilm ähnlich. Daher misst man bei Kohlenwasserstoff-Taupunkt-Sensoren das sich durch die Kondensatbildung verringernde Streulicht von angerauhten Oberflächen. Der Effekt ist vergleichbar mit dem Einölen von stumpf gewordenen Lacken, solange genug Öl vorhanden ist, gibt es so gut wie kein Streulicht, die Oberfläche glänzt, so dass man sich drin spiegeln kann. Das Messverfahren ist an sonsten identisch, auch hier wird die Temperatur des Reflektors zum Zeitpunkt der Kondensatbildung gemessen.

#### Dark-Spot-Sensorzelle
Dark-Spot-Sensoren sind weiterentwickelte Taupunktspiegel, die für den Kohlenwasserstoffnachweis optimiert sind. Bei Sensoren nach dem Dark-Spot-Prinzip, besteht der Spiegel des Sensors aus einer mattierten Metalloberfläche mit einer zentrischen, konischen Vertiefung. Dieser besondere Aufbau verstärkt die Sensitivität des Sensors. Auf diesen konischen Spiegel wird ein intensiver Strahl sichtbaren roten Lichts gerichtet und grob auf den mittleren Bereich der Vertiefung fokussiert. Im trockenen Zustand entsteht an der matten Reflektoroberfläche Streulicht, welches der Detektor registriert. Der Spiegel wird nun, wie sonst auch üblich, herabgekühlt. Je nach Kohlenwasserstoff-Konzentration, -Zusammensetzung und Spiegeltemperatur, entsteht nach einiger Zeit Niederschlag. Sobald der Reflektor mit einer ausreichenden Menge Kohlenwasserstoff Niederschlag benetzt ist, verschwindet das Streulicht und es entsteht eine ringförmige Reflexion außerhalb des Detektors, der Detektor liegt jetzt im dunklen Inneren, im so genannten Dark Spot. Die beim Übergang von hell zu dunkel gemessene Temperatur ist der Kohlenwasserstoff-Taupunkt.

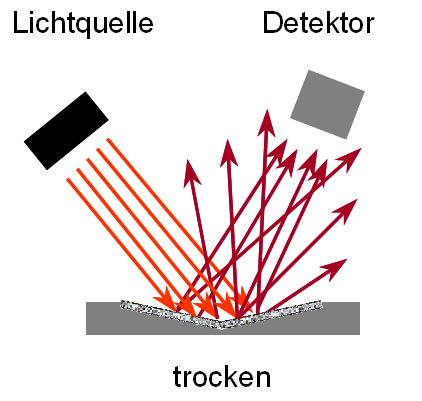
Dark-Spot-Sensor, Oberfläche trocken
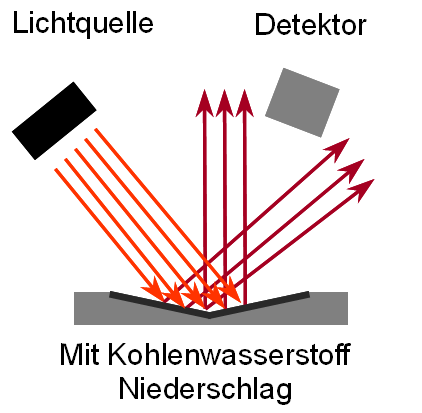
Dark-Spot-Sensor, Oberfläche beschlagen

### Gaschromatographen
Der Kohlenwasserstoff-Taupunkt kann auch indirekt durch die Gaschromatographie bestimmt werden. Hierzu wird beispielsweise von Erdgas die Zusammensetzung der Inhaltsstoffe mit einem Gaschromatographen bestimmt und über Rechenmodelle (Zustandsgleichungen) der zu diesem Gasgemisch gehörende KWTP bestimmt.
Der Vorteil gegenüber der direkten Taupunktmessung ist die Möglichkeit zur Berechnung des gesamten Phasenverhaltens des Gases. Außerdem wird so auch die quantitative Zusammensetzung der Gasprobe bestimmt, aus der sich ein weiteres wichtiges Qualitätsmerkmal von Erdgas, der Brennwert, ergibt.
Ein Nachteil dieses hochgerechneten Verfahrens ist, dass bereits die Auswahl der Zustandsgleichungen eine deutliche Auswirkung auf den zu bestimmenden KWTP hat, dabei variieren die errechneten Taupunkttemperaturen je nach Gleichung bereits um bis zu 2 K.
Lässt man dies außer Acht, erzeugt dieses Verfahren gute Ergebnisse, solange auch alle Stoffe der Gaszusammensetzung durch den Gaschromatographen erfasst werden. Was unter optimalen Voraussetzungen kein Problem ist, stößt unter realen Bedingungen an Grenzen. Beispielsweise können durch wartungsbedingte Eingriffe oder andere z. B. förderstättenbedingte Ursachen unerwartete Verunreinigungen und Beimischungen in die Erdgasprobe gelangen, die vom Gaschromatographen nicht erfasst werden und somit auch nicht ins Rechenmodell eingehen. Die logische Folge sind falsche, bzw. von der Realität abweichende Taupunkte.
Eine weitere Eigenheit dieser Methode ist, dass die hochgerechneten KWTP unter Laborbedingungen mit synthetischen Gasgemischen regelmäßig höher liegen als solche, die mit einem Taupunktspiegel ermittelt werden. Unter realen Bedingungen mit natürlichen Gasgemischen hingegen zeigt sich das Gegenteil, hier liegen die hochgerechneten Taupunkte niedriger als bei Messungen mit Taupunktspiegeln. Ursache ist vermutlich die weit komplexere Zusammensetzung von natürlichen Gasmischungen Insbesondere dürfte dieses Verhalten an höheren Kohlenwasserstoffen liegen, die falsch identifiziert, falsch gemessen oder schlicht undetektiert bleiben, zusätzlich werden aber auch unerwartete Bestandteile (wie Öl oder Glykol) mit als mögliche Fehlerquellen vermutet.